# Překážkový systém československého opevnění

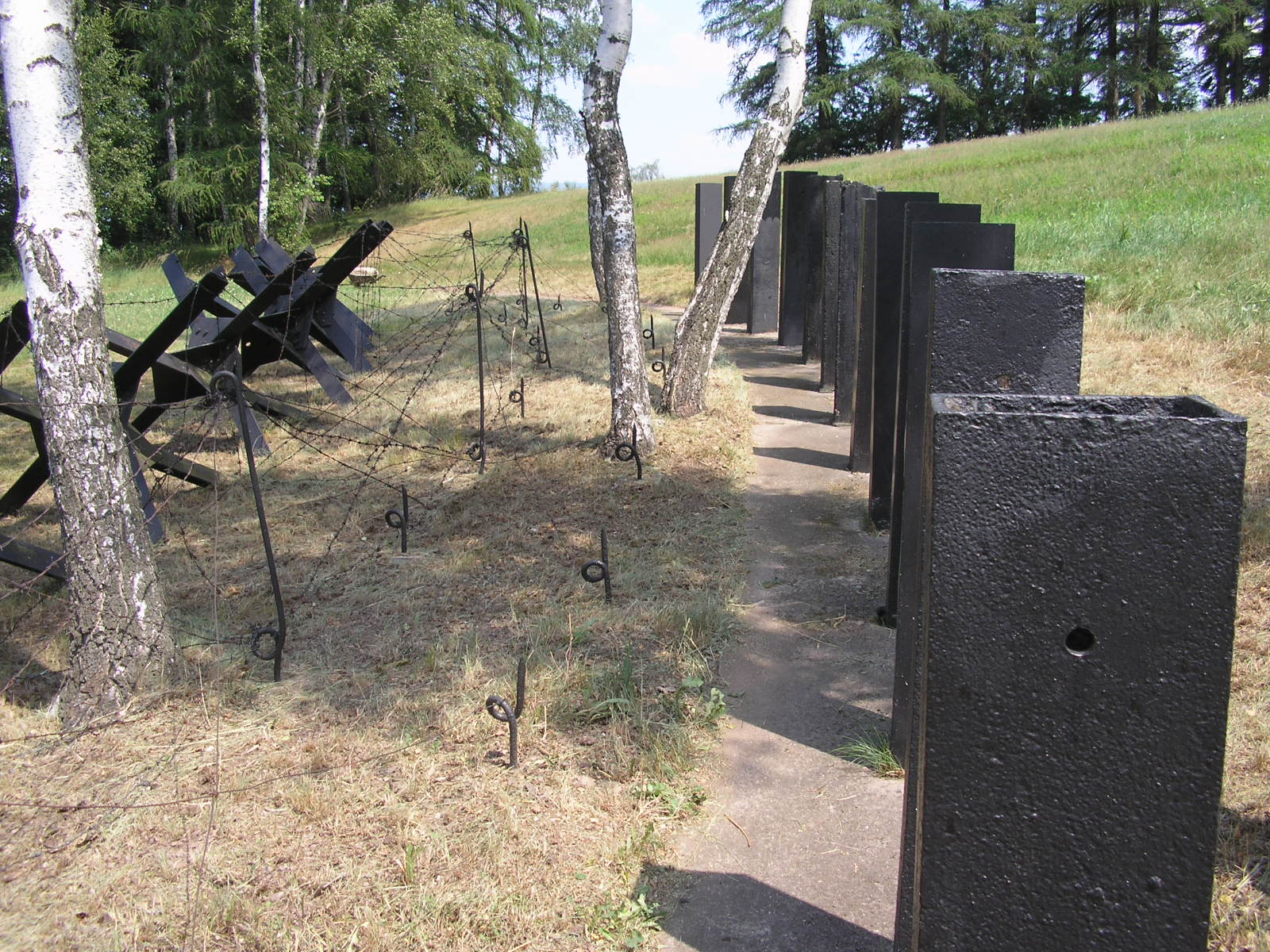
Ukázka několika druhů překážek - zleva ocelový rozsocháč, kovové kolíky a železobetonový práh se zapuštěnými sloupy

Překážkový systém byly velmi důležitou součástí československé pevnostní linie. Jednalo se o překážky těžké a lehké. Těžké byly proti útočné vozbě a tankům, lehké sloužily jako překážka proti pěchotě. Překážky měly zadržet nepřítele nejen při útoku z hlavního směru, ale i při možném napadení objektu z týlu. Měly spojit linii opevnění po celé délce souvislým pásem oboustranně postřelovaným automatickými zbraněmi, přehradit strategicky důležité komunikace a další možné vstupy na československé území. Do konce září 1938 bylo postaveno souvislé pásmo překážek proti obrněným vozidlům jen v úseku těžkého opevnění Bohumín – Krkonoše, který tvořil páteř předpokládané obrany. Ostatní úseky byly chráněny překážkami lehkými (polními), s neúplným systémem protitankových zátarasů. V širokém rozsahu byly využívány terénní překážky, hlavně vodní toky a horská zalesněná pásma. Překážky všech druhů včetně předpolí a týlu se daly po celé délce z několika stran nepřetržitě postřelovat. V bezprostřední blízkosti střílen vlastních objektů bylo pásmo překážek odkloněno, aby si sousední objekty vzájemně neohrožovaly střílny.

## Těžké překážky

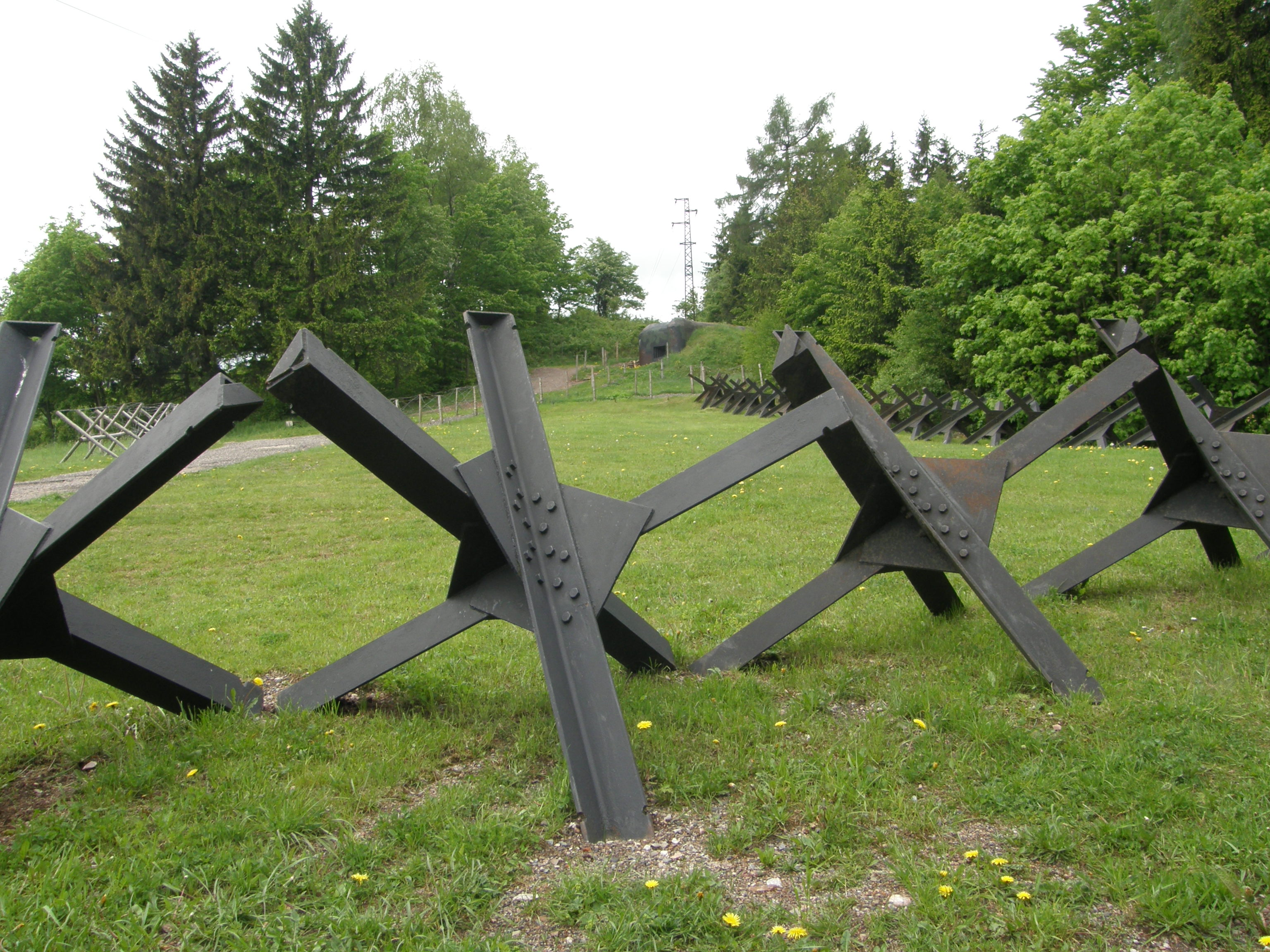
Rozsocháče

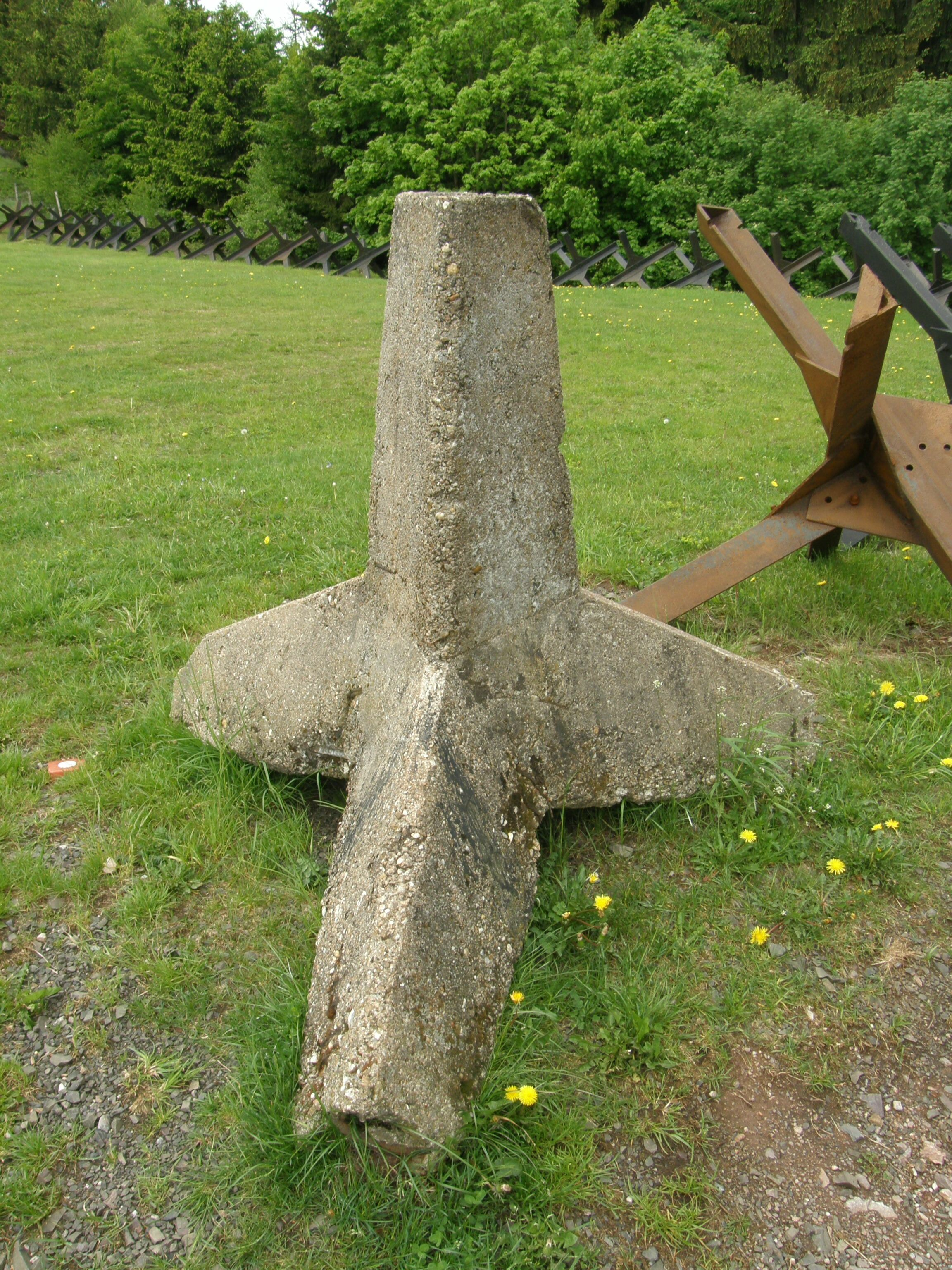
Železobetonový ježek

Pro protitankové překážky měly být podle způsobu zjištěného na Maginotově linii použity do země zaberaněné ojeté kolejnice. Pro tento účel bylo hned při zahájení příprav pro stavbu opevnění zajištěno u ministerstva železnic 400 vagónů ojetých kolejnic. Při zkouškách s nájezdem tanků pro zjištění potřebné délky kolejnic a nutné hloubky jejich zaberanění do země se kolejnice při nájezdu našeho, tehdy ještě lehkého tanku (váha asi 10,5 tun) lámaly. Po tomto překvapujícím zjištění byla objednávka kolejnic zrušena a započato bylo s hledáním jiného způsobu zřízení protitankové překážky. Byly prováděny zkoušky s nejrůznějšími tvary překážek ze dřeva, z oceli i z železobetonu. Při těchto zkouškách bylo poškozeno několik tanků.
Rozsocháč byl vybrán z mnoha zkoušek. Je složený ze tří úhelníků rozměrů 140×140×13 mm a v délkách 2100 mm. Dva úhelníky byly do kříže svařeny a třetí napříč na mohutný styčkový plech přišroubován pro snazší dopravu v rozloženém stavu. Vážil cca 200 kg a proto byl dost drahý. Tvořil překážky ve všech polohách při převrácení. Byl užíván do protitankové překážky až do konce staveb opevnění.
Železobetonový ježek byl tvořen čtyřmi železobetonovými jehlanci vycházejícím ze společného jádra. Byla to jakási obdoba rozsocháčů. Jako protitanková překážka se osvědčil. Byl vyráběn ve větších množstvích. Pro svoje značné rozměry poskytoval v překážkové řadě i možnost úkrytu útočníkovi. Byl také otloukán pěchotními střelami útočníka, ale i vlastních zbraní. Další používání a výroba ježka byly zastaveny.
Nejdokonalejší typ těžké překážky, který považovali odborníci z ŘOP (Ředitelství opevňovacích prací) za ještě cenově přijatelný, nesl označení „A“ a sestával ve své konečné podobě z jedné řady kovových sloupů (ty se svařovaly ze dvou ocelových profilů tvaru „U“ č. 235), zasazených do železobetonového prahu (vpředu) a z jedné řady železných rozsocháčů vzadu. Řada sloupů byla od řady rozsocháčů osově vzdálena 4 m. Mezi nimi se umisťovala jedna řada protipěchotní překážky z kolíků 115 cm vysokých – dvouokých. Před řadou sloupů se ve vzdálenosti 2 m umisťovala další řada protipěchotní překážky z kolíků 115 cm vysokých – tříokých vzdálených mezi sebou 1,5 m. Překážka typu „A“ se používala nejhojněji, avšak vždy jen u těžkého opevnění.
Typ „B1“ měl prakticky shodné provedení, ale s tím podstatným rozdílem, že řadu ocelových rozsocháčů nahradila druhá řada kovových sloupů v železobetonovém prahu. Tato překážka se používala v místech přechodu překážky obvodové na překážku intervalovou.
Typ „B2“ měl shodný princip. Tvořily jej rovněž dvě řady ocelových sloupů a dvě řady tentokrát lehkých kovových rozsocháčů. Směrem od nepřítele se jako první nacházela řada lehkých kovových rozsocháčů, následovala řada sloupů, za ní druhá řada lehkých rozsocháčů, konečně druhá řada sloupů. Takto řešená překážka sloužila většinou jako uzávěra v míru stále průjezdných komunikací procházejících intervalovou překážkou.
Typ „C“ se naopak skládal ze dvou řad kovových rozsocháčů, mezi kterými ležel pás protipěchotní překážky. Používal se v místech, kde se linie těžkého opevnění plánovala později, či mohlo dojít k přesunu trasy překážek. Objevil se s modifikacemi také v lehkém opevnění.
Používala se rovněž překážka složená ze dvou řad železobetonových ježků (lidově „český ježek“ – hmotnost 450 kg), zesílených řadou kovových rozsocháčů a pásem protipěchotní překážky. Železobetonové ježky se s ohledem na vysokou hmotnost a možnost poskytnutí krytu nepříteli přestaly časem vyrábět a vojáci je používali jen k přehrazení tankových směrů těsně na hranicích a v prvních stavebně dokončených úsecích.

## Protitankové příkopy

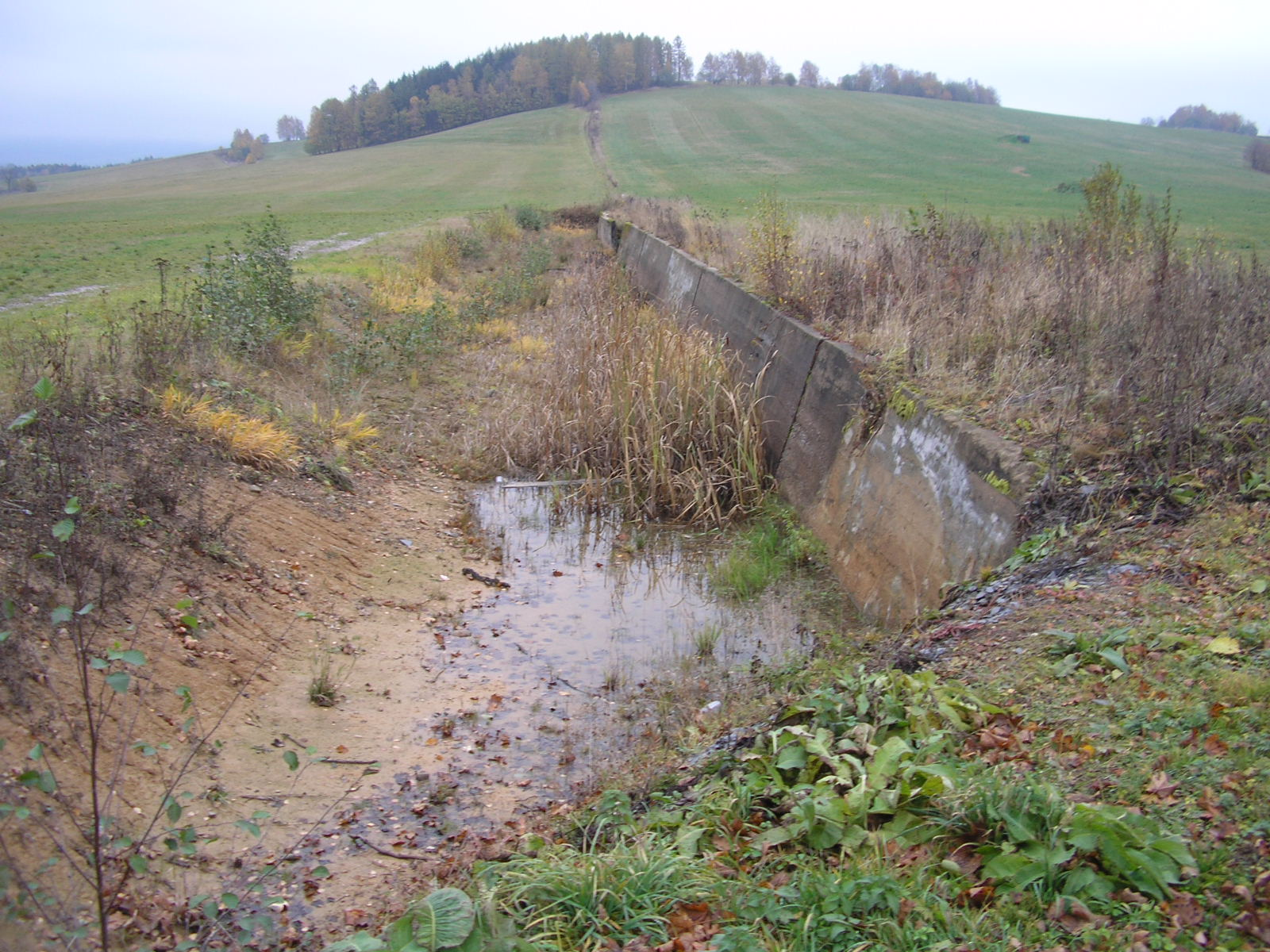
Protitankový příkop mezi srubem K-S 14 a tvrzí Hůrka

Též příkopy proti útočné vozbě. Používaly se, opět v kombinaci s protipěchotní překážkou, především v bezprostřední blízkosti objektů těžkého opevnění. Jiný typ překážky by totiž významně omezoval výstřel zbraní objektů, palebný vějíř zbraní v těsné blízkosti srubu měl ještě velmi omezený rozsah. V hlášeních „Armáda 38“ si velitelé stěžují na technické provedení příkopů proti útočné vozbě. Obávali se, že by zeď mohl nepřítel cílenou dělostřeleckou palbou rozstřílet a vytvořit tak průchod. Navrhovali umístění zdi na opačné straně příkopu.

## Protipěchotní překážka
Tvořily ji ocelové překážkové kolíky a ostnatý drát. Ocelový překážkový kolík byla ocelová tyč o průměru 20 mm zapuštěná do betonového bloku. Dle provedení měla tyč jedno až tři oka k uchycení ostnatého drátu a výšku 22, 30, 95, 115 nebo 135 cm. Betonový blok měl většinou rozměr 25×25×40 (dvouoké a tříoké kolíky), nebo 20×20×40 cm (jednooký kolík). Kovové kolíky postavené do několika řad se proplétaly podle daného schématu ostnatým drátem, který vytvořil hustou a téměř nepropustnou síť. Proti vyvrácení se jednotlivé kolíky kotvily hladkým vázacím drátem k patám okolních kolíků. Protipěchotní překážka doplňovala vždy v několika řadách překážku protitankovou, tvořila zadní část obvodové překážky objektu, nebo se též používala samostatně ve více řadách v hornatém či zalesněném terénu, kde se nepředpokládal pohyb obrněných vozidel nepřítele.
Každém typu drátěných překážek se nejblíže k nepříteli měly dle nařízení pplk. Špalka umisťovat tříoké kovové kolíky vysoké 155 cm, v poslední stěně střídavě tříoké kovové kolíky vysoké 155 a 135 cm. Mezistěny měly vždy střídavě kovové kolíky dvouoké s výškou 155 a 135 cm.
V lese se vždy půda pod pásem překážek zbavovala kořenů a lehkého humusu a povrchově se upravovala. V ostatních částech průseků, pokud se nejednalo o zemní práce za účelem odstranění větších hluchých prostorů, se půda nečistila, rovněž pařezy se neodstraňovaly. Velitel ŽSV III pplk. Špalek navrhoval využít na tuto činnost později sil osádek objektů.

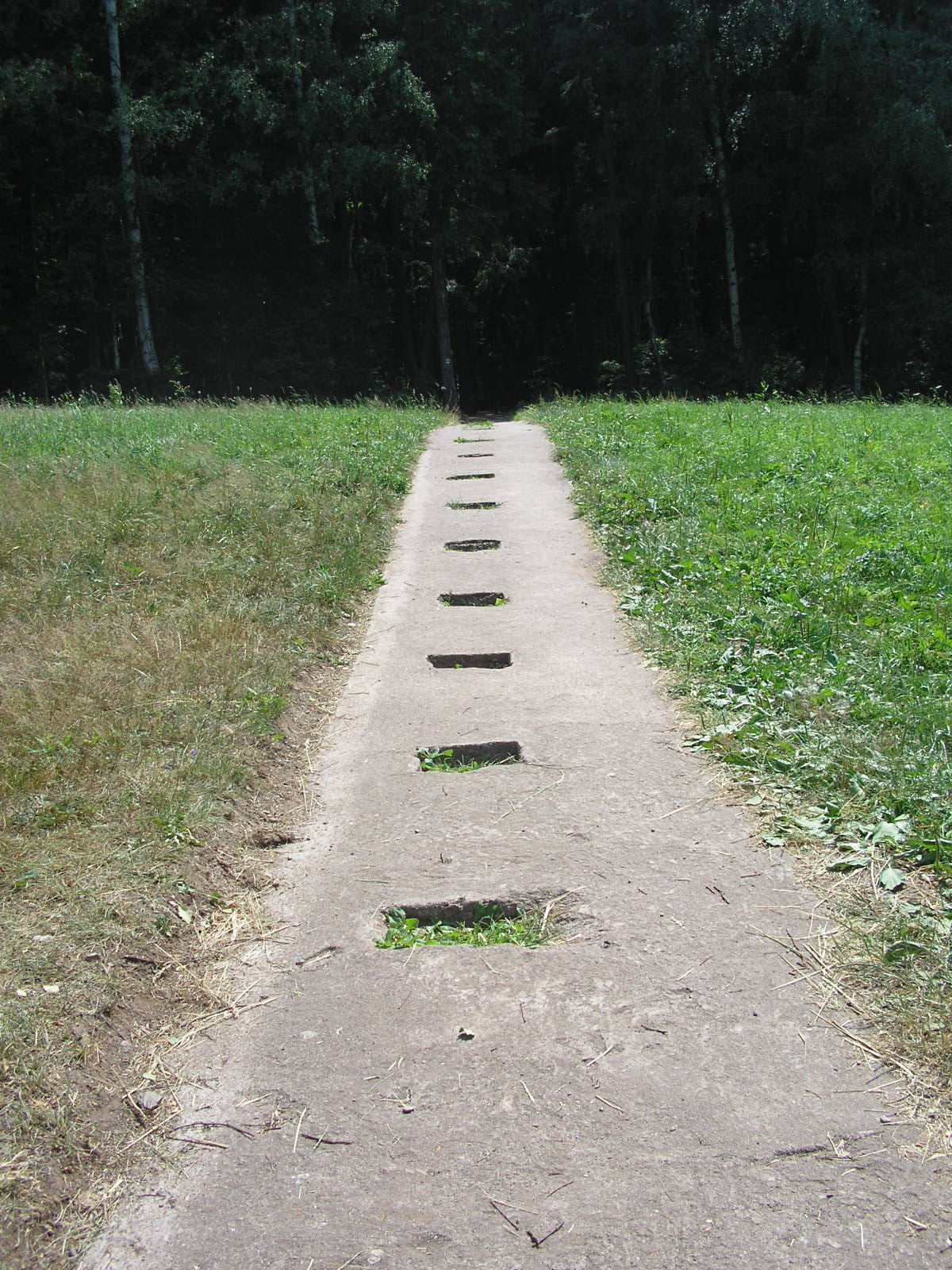
Betonový práh pro zapuštění ocelových kolíků

## Železobetonový práh
Pro zapuštění ocelových sloupů se všude, kde to bylo možné, převáděl práh přes komunikace a vodoteče. Při přechodu železnice se měl vynechat jen pruh o délce pražce. Práh nesměl bránit průtoku vody. To znamenalo, že všechny vodoteče, drenáže, odpady a příkopy se musely přes práh vhodně převést. V případě přechodu prahu přes větší vodoteče se práh musel přerušit. Jeho čela se v tomto místě stavěla svislá. Tam, kde prahy procházely přes komunikace, které však nechtěla armáda trvale uzavřít, se ocelové sloupy neosadily. Připravené otvory pro ně vojáci nechali zakrýt železobetonovými deskami rozměru 40×40×8 cm.

## Průjezdy v překážkách
Průjezdy se tvořily o šířce 4 m. Podle požadavku ŘOP jich nemělo být více než dva v intervalu mezi dvěma těžkými objekty. Velitelé stavebních podúseků měli za úkol zjistit u starostů obcí a majitelů pozemků nezbytnou potřebu průchodu a průjezdu pro polní práce. V některých případech se převedení cest k průjezdům v překážkách neobešlo bez objezdu překážek, nebo se v průchodech muselo použít provizorních dřevěných mostků přes příkopy proti útočné vozbě. Nové objízdné cesty požadovalo ŘOP vybudovat jen s nejnutnějšími náklady.